# Apple Music Festival
Apple Music Festival (до 2015 року — iTunes Festival) — музичний фестиваль, який проводився щорічно з 2007 по 2016 за підтримки американської корпорації Apple.
Квитки розповсюджуються у Великій Британії через спеціальні локальні розіграші за підтримки партнерів. Протягом усього фестивалю Apple здійснює безкоштовну онлайн-трансляцію всіх концертів у прямому ефірі. Стежити за ходом подій можна за допомогою iTunes на комп'ютерах та мобільних пристроях iPhone, iPad, iPod Touch, а також на Apple TV.
У Лондоні Apple Music Festival став щорічною традицією — захід регулярно проходить у вересні в артцентрі The Roundhouse. До 2011 року захід проходив щорічно у липні.
У березні 2014 року фестиваль дебютував у США. Протягом п'яти днів виступи проходили в Moody Theater під час іншого масштабного фестивалю — South by Southwest (SXSW) в місті Остін, штат Техас.
У серпні 2015 року iTunes Festival був перейменований на Apple Music Festival у зв'язку із запуском потокового музичного сервісу Apple Music. Також фестиваль був скорочений з 30 днів проведення до 10.

## 2007
Зал в Institute of Contemporary Arts.
| - Mika - Travis - Groove Armada - Kasabian (EP) - Stereophonics - The Maccabees - Athlete - Емі Вайнгауз - Людовіко Ейнауді - Crowded House - Jamie Woon - Beverly Knight - Паоло Нутіні - Editors - The Pigeon Detectives - Scott Matthews | - Imogen Heap - Jack Peñate - David Ford - Black Rebel Motorcycle Club - Athlete - Ben's Brother - Elisa - The Hoosiers - Cherry Ghost - Remi Nicole - The Coral - The Go! Team - Air Traffic - Nine Black Alps - Just Jack | - Terra Naomi - Raul Midón - Kano - The Bumble Strips - Aqualung - Mutya Buena - Beverly Knight - GoodBooks - Leon Jean-Marie - Wir sind Helden - Jamie Scott & The Town - Tiny Dancers - Goldspot - The Bad Plus - Leash |

## 2008
Проведений в KOKO, Camden Town.
| - N*E*R*D + Kenna + Chester French - Paul Weller + Glasvegas - Hadouken + Does It Offend You, Yeah? - The Feeling + Габріелла Чілмі - Roots Manuva + Sway - Elliot Minor (EP) + Kids In Glass Houses - The Black Kids + Foals - Lightspeed Champion + Pete & The Pirates - The Ting Tings + Florence and the Machine - Jamie Lidell + Yelle + Laura Izibor | - The Script + Sam Beeton - Джеймс Блант + Beth Rowley - Джон Ледженд - Death Cab For Cutie + I Was A Cub Scout - The Zutons + Red Light Company - CSS + Alphabeat - Guillemots + Lykke Li - Feeder + Infadels - Neil Cowley Trio + Portico Quartet | - Sam Sparro + Annie - Suzanne Vega + Seth Lakeman - The Script + Sam Beeton - McFly - Taio Cruz + Jay Sean - Чака Хан - Royworld + Tom Baxter - Pendulum + INME - The Ahn Trio + Хейлі Вестенра - The Pretenders |

## 2009
Проведений в The Roundhouse, Camden Town.
| - Jamie T + Slow Club - Fightstar + Young Guns - Jack Penate + Golden Silvers - Flo Rida + Ironik - Snow Patrol + Silversun Pickups + Animal Kingdom - Franz Ferdinand + Passion Pit - Mr Hudson w/ Kanye West + Кід Каді + Kid British - David Guetta w/ Келлі Роуленд - Паоло Нутіні + Marina and the Diamonds | - La Roux + Dan Black - Newton Faulkner + Raygun - Placebo + General Fiasco - Friendly Fires + Magistrates - Simple Minds - Noisettes + Skint & Demoralised - Кельвін Гарріс + Miike Snow - Bat For Lashes - Bloc Party + Delphic + The Invisible - Oasis + The Enemy | - Kasabian + Twisted Wheel - Graham Coxon + Esser - a-ha + Reamonn - Стівен Фрай + Mumford & Sons + The Temper Trap - Madeleine Peyroux + Імельда Мей - The Saturdays + Софі Елліс-Бекстор + Girls Can't Catch - Amadou & Mariam + Charlie Winston - Simian Mobile Disco + Gold Panda - The Hoosiers + Steve Appleton - Міка + Erik Hassle |

## 2010
Проведений в The Roundhouse, Camden Town
| - Scissor Sisters + The Drums - Тоні Беннетт + Antonia Bennett - Ozzy Osbourne + The Sword - Foals + Two Door Cinema Club - N-Dubz + Example - Kate Nash + Peggy Sue - Палома Фейт + Alan Pownall - Еллі Голдінг + Delta Maid - Mumford & Sons + Laura Marling + The Dharohar Project - The National + Stornoway | - Keane + We Are Scientists - The XX + Wild Beasts - Florence and the Machine + Lauren Pritchard - Faithless + Chew Lips - Роландо Вільясон + Milos Karadaglic - Емі Макдональд + Tiffany Page - Underworld + Kele - Bombay Bicycle Club + Стівен Фрай + Everything Everything - The Futureheads + Frank Turner - Pixie Lott + Rachel Furner | - The Courteeners + Chapel Club + The Cheek - Goldfrapp + Marina and the Diamonds - Defected In The House live - Foreigner + Europe - Plan B + Tinie Tempah - Chipmunk + Daisy Dares You - Scouting For Girls + Diana Vickers (EP) - The Hoosiers + Diagram of the Heart - Phoenix + James Yuill - Biffy Clyro + Pulled Apart By Horses |

## 2011
Проведений в The Roundhouse, Camden Town
| - Пол Саймон - Seasick Steve + Smoke Fairies - Manic Street Preachers + Dry The River + Ramona + Ukulele for Dummies - Linkin Park + Neon Trees - Beady Eye + Гвінет Пелтроу - Arctic Monkeys (EP) + Miles Kane - Адель (EP) + Michael Kiwanuka - Bruno Mars + д Шіран - My Chemical Romance (EP) + Evaline - Glasvegas + Cat's Eyes + Beatsteaks | - Foo Fighters + Jimmy Eat World (EP) - The Script + Loick Essien - White Lies + The Naked and Famous + Alice Gold - Friendly Fires + SBTRKT - Hard-Fi + David Nicholls - The Wombats + All The Young - Raphael Saadiq + Bluey Robinson + Selah Sue + Medi - Rumer + Caitlin Rose + Mark Radcliffe - Katy B + Jamie Woon - The Wanted + Dionne Bromfield + Encore | - Swedish House Mafia + Alex Metric - Coldplay + The Pierces - Mogwai + Errors - Noah and the Whale + Fixers - Lang Lang + 2Cellos - Magnetic Man + Алекс Клар - Example + Wretch 32 + Yasmin - Chase & Status + Nero - Kasabian (EP) + PENGu!NS - Джеймс Моррісон + Benjamin Francis Leftwich - Moby + Silver Apples |

## 2012
Проведений в The Roundhouse, Camden Town
| - Ашер Реймонд + Miguel - Ед Ширан + Charli XCX + Rudimental - Оллі Марс + The Milk - Plan B + Delilah + Ryan Keen - Emeli Sandé + Bastille + Габріель Аплін - JLS + Conor Maynard - Elbow + Bat For Lashes - Джек Вайт + Band of Horses - deadmau5 + Foreign Beggars - Norah Jones + Beth Orton - The Killers + Джейк Баґґ | - Noel Gallagher's High Flying Birds + The Soundtrack of Our Lives - Pink + Walk the Moon - Labrinth + Josh Kumra - David Guetta + Calvin Harris - Rebecca Ferguson + Laura Mvula - Example + DJ Fresh + Hadouken! - Andrea Bocelli + Laura Wright + CARisMA - Matchbox Twenty + OneRepublic - One Direction + Angel | - Джессі Джей + Lonsdale Boys Club - Biffy Clyro + Frightened Rabbit - Robert Glasper + José James - Mumford & Sons + Willy Mason - Лана Дель Рей + Benjamin Francis Leftwich - Еллі Голдінг + Haim (EP) - Madness + Reverend and The Makers - Alicia Keys + Lianne La Havas - Hot Chip + Kindness - Muse + Natalie Duncan |

## 2013
Проведений в The Roundhouse, Camden Town.
| - 1 вересня: Lady Gaga + DJ White Shadow - 2 вересня: Sigur Rós + Poliça - 3 вересня: The Lumineers + PHOX - 4 вересня: Paramore + Fenech-Soler - 5 вересня: Rizzle Kicks + Eliza Doolittle - 6 вересня: Queens of the Stone Age + Palma Violets - 7 вересня: Phoenix + Little Green Cars (Canceled because Phoenix's singer, Thomas Mars, was ill) - 8 вересня: Bastille + The 1975 - 9 вересня: Arctic Monkeys + Drenge - 10 вересня: Джейк Баґґ + Valerie June | - 11 вересня: Kings of Leon + Jimmy Eat World - 12 вересня: Elton John + Том Оделлl - 13 вересня: Avicii + Henrik B - 14 вересня: Chic + Janelle Monáe - 15 вересня: Vampire Weekend + The Olms - 16 вересня: Jack Johnson + Bahamas - 17 вересня: Людовіко Ейнауді + Agnes Obel - 18 вересня: 30 Seconds to Mars + The Family Rain - 19 вересня: Кендрік Ламар + Schoolboy Q - 20 вересня: Primal Scream + Skinny Girl Diet | - 21 вересня: HAIM + Габріель Аплін + Bipolar Sunshine + Dan Croll - 22 вересня: Еллі Голдінг + Laura Welsh - 23 вересня: Джессі Джей + Lawson - 24 вересня: Robin Thicke + Aloe Blacc - 25 вересня: Pixies + NO CEREMONY/// - 26 вересня: Tinie Tempah + Naughty Boy - 27 вересня: Dizzee Rascal + Katy B - 28 вересня: Джон Ледженд + Tamar Braxton - 29 вересня: Джастін Тімберлейк + Mikky Ekko - 30 вересня: Katy Perry + Іггі Азалія + Icona Pop |

## 2014

### Остін
19 лютого 2014 року Apple оголосили, що iTunes Festival вперше відбудеться у США. Фестиваль проходив п'ять днів, з 11 по 15 березня, в рамках South by Southwest. Місце проведення — Moody Theater, Остін, штат Техас.
- 11 березня: Coldplay + Imagine Dragons + London Grammar
- 12 березня: Kendrick Lamar + ScHoolboy Q + Isaiah Rashad
- 13 березня: Soundgarden + Band of Skulls + Capital Cities
- 14 березня: Pitbull + ZEDD + G.R.L.
- 15 березня: Keith Urban + Willie Nelson + Mickey Guyton

### Лондон
Відбулись виступи наступних виконавців:
| - 1 вересня: deadmau5, Friend Within - 2 вересня: Бек Гансен, Jenny Lewis - 3 вересня: David Guetta, Робін Шульц, Clean Bandit - 4 вересня: 5SOS, Charlie Simpson - 5 вересня: Kasabian - 6 вересня: Тоні Беннетт, ІМельда Мей - 7 вересня: Кельвін Гарріс, Kiesza - 8 вересня: Robert Plant, Luke Sital-Singh - 9 вересня: Сем Сміт, SOHN - 10 вересня: Фаррелл Вільямс, Jungle | - 11 вересня: Maroon 5, Меттью Кома, Nick Gardner - 12 вересня: Elbow, Nick Mulvey - 13 вересня: Паоло Нутіні, Rae Morris - 14 вересня: David Gray, Lisa Hannigan - 15 вересня: The Script, Foxes - 16 вересня: Blondie, Кріссі Хайнд - 17 вересня: Грегорі Портер, Eric Whitacre - 18 вересня: Jessie Ware, Little Dragon - 19 вересня: SBTRKT, Jamie xx - 20 вересня: Rudimental, Jess Glynne | - 21 вересня: Ryan Adams, First Aid Kit - 22 вересня: Jessie J, James Bay - 23 вересня: Placebo, The Mirror Trap - 24 вересня: Ben Howard, Hozier - 25 вересня: Mary J. Bilge, Gordon City - 26 вересня: Lenny Kravitz, Wolf Alice - 27 вересня: Kylie Minogue, MNEK - 28 вересня: Nicola Benedetti, Milos, Alison Balsom - 29 вересня: Ed Sheeran, Foy Vance - 30 вересня: Placido Domingo, Khatia Buniatishvili |

## 2015
Проведений в The Roundhouse, Camden Town.
- 19 вересня: Ellie Goulding + Andra Day
- 20 вересня: Take That + Charlie Puth
- 21 вересня: Carrie Underwood + The Shires + Cam
- 22 вересня: One Direction + Little Mix
- 23 вересня: The Weeknd + Grace Mitchell + Justine Skye
- 24 вересня: The Chemical Brothers + Hudson Mohawke
- 25 вересня: Disclosure + NAO + Lion Babe
- 26 вересня: Pharrell Williams + Leon Bridges
- 27 вересня: Mumford & Sons + Jack Garratt
- 28 вересня: Florence + The Machine + James Bay

## 2016
- 18 вересня: Елтон Джон
- 19 вересня: The 1975 + Christine and the Queens
- 20 вересня: Аліша Кіз + Jordan Fisher
- 21 вересня: OneRepublic + Passenger
- 23 вересня: Кельвін Гарріс + Disciples + John Newman
- 25 вересня: Роббі Вільямс
- 26 вересня: Bastille
- 27 вересня: Брітні Спірс
- 28 вересня: Майкл Бубле
- 30 вересня: Chance The Rapper

## 2017
На початку вересня 2017 року Apple повідомила, що скасовує проведення фестивалю.